# Blepisanis samai
Blepisanis samai là một loài bọ cánh cứng trong họ Cerambycidae.